# Скулябин, Николай Иванович
Николай Иванович Скулябин (1792—1851) — русский предприниматель, купец 1-й гильдии, коммерции советник, благотворитель.

## Биография

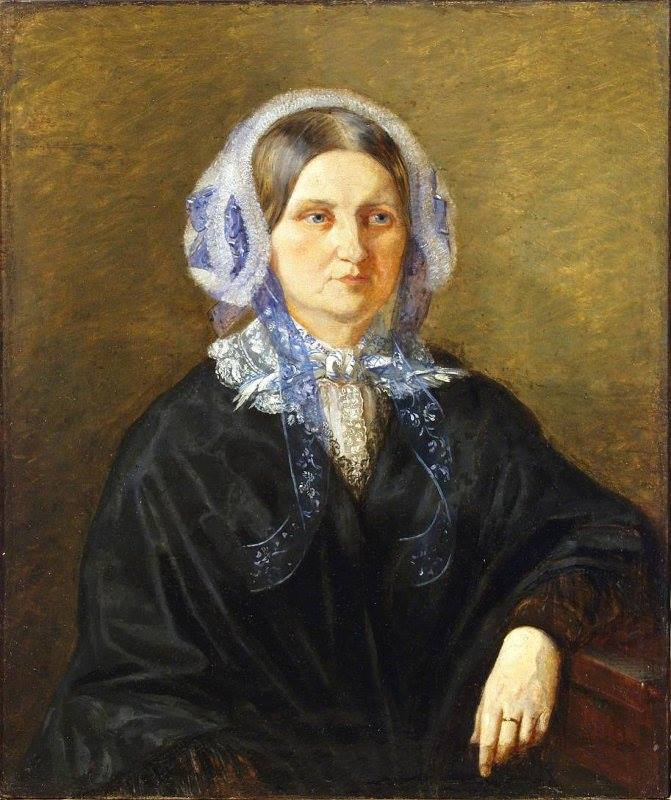
Портрет Александры Михайловны Скулябиной работы неизвестного художника, 1848 г.

Родился 20 июня 1791 года в Вологде семье купца Ивана Ивановича Скулябина (1741—1811).
Получив домашнее образование, Николай начал, как и отец, заниматься коммерческой деятельностью; владел землями в Вологодском, Грязовецком, Кадниковском уездах и домами в Вологде. Являясь хозяином свечно-сального и кожевенного заводов, реализовывал произведенную продукцию в Вологде, а также в Москве и Санкт-Петербурге.
Занимался общественной деятельностью, начав её с должности бургомистра городового магистрата. Трижды (с 1826 по 1829 годы, с 1835 по 1838 годы и с 1850 года до конца жизни) он был вологодским городским головой. Скулябин носил Высочайше дарованные ему звания: директора Вологодского губернского попечительного о тюрьмах Комитета (с 1828 года), почетного старшины вологодского Александровского детского приюта (с 1843 года) и директора учреждённого им Дома призрения бедных граждан города Вологды (с 1848 года).

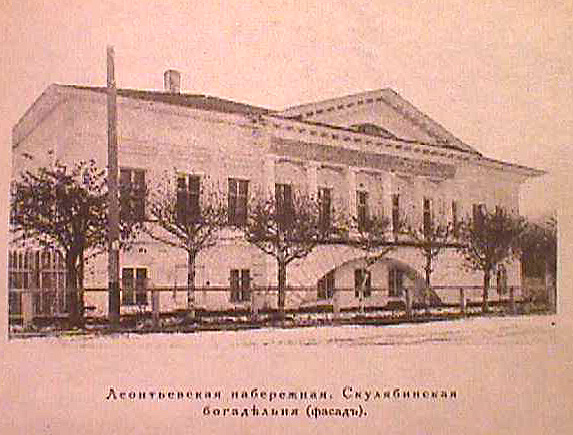
Скулябинская богадельня на открытке 1899 года

Он вложил собственные средства в ремонт Каменного моста через реку Золотуху и в ремонт Спасо-Всеградской церкви. Но наиболее значимым благотворительным делом Николая Ивановича считается «Дом призрения бедных граждан Вологды купеческого, мещанского и ремесленного сословий», известное среди населения как Скулябинская богадельня. 21 марта 1848 года в Георгиевском храме города прошла праздничная служба, ознаменовавшая открытие богоугодного заведения. Дом призрения существовал на проценты с пожертвованного Скулябиным капитала в размере 22 тысяч рублей серебром. После смерти Николая Ивановича директором богадельни стала его вдова Александра Михайловна. Богадельня просуществовала вплоть до Октябрьской революции 1917 года.
Последние десять лет жизни Скулябин страдал заболеванием ног и вынужден проводить длительные лечения в Санкт-Петербурге. Умер он 15 мая 1851 года и был похоронен в родном городе в придельном храме Введенской кладбищенской церкви в фамильном захоронении.
За исполнение служебных обязанностей Н. И. Скулябин получил в награду четыре золотых медали, самая высокая из них — на Андреевской ленте. Интересно, что в августе 1826 года он принимал участие в торжествах по случаю коронования на царство Николая I в Москве. Как глава вологодского городского сословного самоуправления, Скулябин преподнёс императору хлеб-соль на серебряном подносе, привезённом из Вологды.

### Семья
Женой Скулябина была Александра Хомутинникова из именитого семейства, её отцу принадлежал большой особняк в Вологде. У них родилось трое сыновей — двое умерли в младенчестве, а младший — в возрасте 12 лет., поэтому потомков не оставили.